# 朱槩
朱槩（1471年—？），字尚節，江西南昌府豐城縣人，軍籍，明朝政治人物。

## 生平
弘治十四年（1501年）辛酉科江西鄉試第八十八名舉人，正德三年（1508年）中式戊辰科會試第一百四十七名，三甲第一百四十四名進士。授吳縣知縣，調旌德縣知縣，十三年（1518年）任曲周縣知縣。陞刑部主事，歷浙江司員外郎，疏諫明武宗南巡，被廷杖奪俸。嘉靖元年（1522年）十月遷四川按察司僉事，平番寇阿戎之叛。官至河南參政。

## 家族
曾祖朱用銘；祖父朱曰富；父朱壽山。母孟氏；繼母熊氏。具慶下。兄朱棐、朱柴，弟朱棠、朱槃、朱楫、朱㮿、朱果。